# بوسا نووا

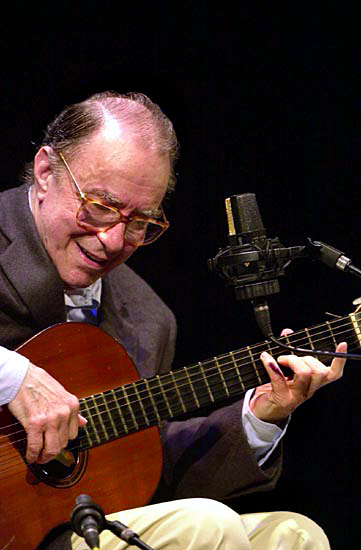
استاد ژوآئو ژیلبرتو

باسانووا یا بوسا نووا (Bossa Nova) نوعی جاز برزیلی است.
بنیان‌گذاران آن را آنتونیو کارلوس ژوبیم، استن گتز، ژوآئو ژیلبرتو و آسترود ژیلبرتو تشکیل می‌دهند.
بوسا نوا کلمه‌ای به زبان پرتغالی و به معنی «گرایش نو» می‌باشد.
بوسا نوا ترکیبی با کلام از موسیقی سامبا و جز است.
این سبک طرفداران بسیاری در میان موسیقی سازان جوانان و دانشجویان پیدا کرد. اگر چه این سبک فقط مدت ۶ سال فعال بود اما توانست قطعات ارزشمندی به گسترهٔ موسیقی جاز اعطا کند.

## ریشه‌ها و تاریخ
این گونه موسیقی در حقیقت نوع تحول یافته، پیچیده‌تر اما با ضرب کمتر از موسیقی سامبا می‌باشد.